# 김홍욱
김홍욱(金弘郁, 1602년 6월 25일(음력 5월 6일)~ 1654년 8월 27일(음력 7월 16일))은 조선후기의 문신, 학자이자 시인이다. 자(字)는 문숙(文叔)이고 호는 학주(鶴洲)이며 시호는 문정(文貞)이다. 본관은 경주(慶州)이다.
음서로 참봉에 올랐고 헌릉참봉에 제수됐으나 사양했다. 나중에 선무랑, 선교랑을 역임했다. 1635년(인조 13년) 증광문과에 을과로 급제, 승문원과 예문관, 삼사의 요직을 거쳐 1636년 병자호란 때 인조를 호종했으며, 1637년 암행어사로 강원도에 다녀온 뒤 홍문록에 뽑혔다. 이후 1645년 훈신 김자점과의 갈등으로 사퇴했다가 홍문관에 복직, 효종 즉위 후 사헌부집의로 춘추관편수관을 겸해 인조실록의 편찬에 참여했다. 1649년(효종 즉위) 김자점의 사치와 사리사욕을 탄핵하고 사직했으나, 주변의 변호로 복직하였다.  
1649년 인조의 만장을 쓰다가 신하들이 임금을 잘못 보도한 것을 지적한 구절이 문제시되어 파면됐으나, 이경석 등의 변호로 복직, 암행어사로 다녀왔다. 1650년 홍문관 부응교, 의정부 사인, 응교, 실록청 도청낭청이 되다. 1651년 장악원정, 부묘도감 도청낭청을 거쳐 사헌부집의가 되고, 승정원동부승지로 승진하여 지제교를 겸했다. 1654년 홍청도(현재의 충청도) 관찰사로 부임했다.
충청도 관찰사 당시 대동법을 시행하였으며 청감염철소(請減鹽鐵疏)를 올려 염전업자에 대한 세금 감면을 청원하였으며, 잠곡 김육의 대동법을 적극 지지하였다. 황해도 관찰사 겸 순찰사로 부임, 재직 중 소현세자빈 민회빈 강씨의 억울함과 사면, 복권을 주장했다가 효종에 의해 장살되었다. 그가 죽자 송시열, 송준길과 남인의 당원 허적, 홍우원 등도 그의 사면 복권을 청하는 상소를 여러번 올려 복권되었다. 숙종 때 민진후의 상소로 증 이조판서 겸 홍문관예문관대제학, 세자좌빈객에 추증됐다. 그는 1644년부터 1651년까지 삼사의 청요직과 승정원승지를 역임하면서 늘 지제교직을 겸직했고, 1651년에는 청요직을 역임하면서 세자시강원보덕직을 겸임되었다. 당색으로는 서인이며, 영조의 계비 정순왕후의 5대조이자, 영조 때의 영의정 김흥경의 고조부이며, 영조의 부마 김한신의 5대조, 추사 김정희의 7대조이다.

## 생애

### 출생과 생애 초반
학주 김홍욱은 한성부 남부 훈도방 저포동(南部 薰陶坊 苧廛洞)에서  행안기도찰방찰방(行安奇道察訪)을 지내고 증 이조참판에 추증된 단구자(丹丘子) 김적(金積)와 동지중추부사, 좌윤을 지낸 최원(崔遠)의 딸 화순최씨(和順崔氏)의 아들로 태어났다. 고려 태사 김인관(仁琯)의 후손이다. 할아버지는 증 승정원좌승지 김호윤(金好允), 증조부는 서흥부사, 안주목사를 지낸 김연(金堧)이다. 형은 연산현감 김홍익(金弘翼), 김홍양, 김홍필, 선대의 고향은 충청남도 서산으로 이곳에 선영이 있었다. 그러나 증조부 김연이 충남 서산에 정착했으므로 충남 서산을 고향으로 보기도 한다.
김홍욱의 집은 원래 한성부 저동(苧洞)이었으나 무과 출신으로, 서흥부사로 재직 중 임꺽정(林巨正(을 토벌하고 안주목사를 역임한 증조부 김연(金堧)이 1500년 중반 충청남도 서산군 가야산 서쪽 취영봉 아래 한다리, 현 서산시 음암면 유계2리 한다리 마을로 이주, 터를 잡아서 살았다. 이후 그의 집안의 세거지가 되었고, 그의 집안은 증조부 김연이 처음 정착한 한다리 마을의 이름을 따서 한다리 김씨로 불렸다. 따라서 그를 서산 출신으로 보는 설도 있다. 김홍욱은 아버지 김적의 한성 남부 저포동 집에서 태어났다. 
아버지 단구자 김적은 서산 지역의 부호였으나 물욕을 부리지 않고, 불쌍하고 어려운 사람을 도왔으며, 임진왜란 당시에는 수천 석의 곡식을 풀어 돌려받기를 바라지 않으며 굶주린 사람들을 도왔다. 1609년(광해군 1) 아버지 김적은 사마생원시에 급제한 뒤 안기도(安奇道) 찰방, 1613년(광해군 5) 평릉도(平陵道) 찰방을 역임했으나, 광해군의 정책에 염증을 느껴 사직한 뒤 처자를 이끌고 충남 서산으로 낙향하였다. 
형제로는 형제가 다섯 명이 있었으나 병자호란 때 남한산성 근처, 쌍령 전투에서 전사한 김홍익을 제외한 나머지 세명은 일찍 요절했다. 형제 셋이 일찍 요절하여 그는 부모가 슬퍼할까봐 염려하여 부모를 늘 위로하였다 한다.
그의 용모에 대해 민진후는 유풍의단수(幼風儀端秀), 어려서부터 예의범절이 있고 단아하고 말쑥했다 한다. 일찍부터 학문에 재능이 있어, 어린 나이에 경전의 구절을 잘 해석하였다. 어려서 월사 이정귀(李廷龜)가 그의 사람 됨됨이를 특별히 알아보고 총애하였다. 8세에 글을 배우기 시작, 바로 구절을 짓고 암송하니 사람들이 특이하게 여겼다. 15세에는 각종 경전을 암송하였다. 1518년 4월 26일 동복오씨 병조참의로 있던 오정(吳靖)의 딸 동복오씨와 혼인했다. 그해 처조부 문숙공 만취당 오억령의 문하에 들어가 정식으로 글을 배웠다. 그러나 오억령은 그해 10월에 병으로 사망하였다. 
어머니가 일찍 죽자 아버지 김적은 재혼하지 않고, 홀아비로 살자 그는 항상 아버지 곁에서 자고, 자기 집 안방으로 들어가지 않았다. 부친상 때까지 아버지의 모든 시중을 손수 직접 시중들었으며, 노복, 타인을 시키지 않았다.

### 관료 생활 초반
1623년(광해군 15년) 중진사(中進士)에 3등으로 합격했으나, 어떤 이유로 갑자기 파방(罷榜)되어 합격 취소되었다. 다시 그해 초시에 합격하고, 1624년(인조 2년) 그 해의 증광과 생원시, 진사시에 응시, 그해의 증광과 생원시와 진사시에 모두 3등으로 합격하여 생원, 진사가 되었다. 이후 음서로 관직에 올라 참봉(參奉)을 지냈다. 이후 선무랑을 거쳐 1629년(인조 7)  10월 선교랑에 제수되었다.
1630년(인조 8년) 중별시문과(中別試文科)의 초시(初試)에 합격했다. 이듬해 헌릉참봉(獻陵參奉)에 임명되었으나 사직하였다. 1633년 다시 헌릉참봉에 임명되었으나 부임하지 않았다.
1635년(인조 13년) 참봉으로 재직 중 그해의 중초시(中初試)에 제2등, 중회시(中會試)에 1등하였다. 그해 10월 27일 증광문과 전시(殿試)에 을과 7위로 급제하여 권지, 승문원(承文院) 등을 거쳐 예문관검열(檢閱)로 재직 중 시강원설서를 겸임하였다. 당색으로는 서인(西人)이었으나, 그 중에서도 산림 계열에 속했다. 1636년(인조 14년) 부모의 노병을 이유로 사직을 청하였으나 받아들여지지 않고 인조는 유마(由馬)를 지급하여 그를 위로하였다. 그해 춘추관기사관으로 경연에 입시했고, 시강원설서가 됐다.

### 병자호란 전후
1636년 12월 병자호란이 발발하고 혼란 도중, 우연히 발견한 무사들을 대동하고 궐안에 들어가 적이 침략할만한 길목을 지켰다. 이때 임항수(林恒壽) 등이 "만약 수백 명의 군사만 있으면 죽기로 맞서 싸우겠다."고 하자, 공이 즉시 임항수 등을 데리고 체찰사부로 가 체찰사 김류에게 천거했다. 바로 무사(武士) 임항수(林恒壽) 등을 인조에게 추천, 변방에 보내 국경을 지키게 할 것을 건의하였다.
1636년 12월 8일 청나라의 침공으로 병자호란이 발생했다. 도성에서 우왕좌왕하자 승지에게 위급한데 어가(御駕)를 준비하지 못했다며, 어가를 서둘러 준비할 것을 청했다. 바로 인조 일행이 숭례문(崇禮門)을 빠져나가고, 바로 한성 서교(西郊)에 청나라 군이 도착했다. 병자호란 때 인조의 남한산성 피난길을 호종하여 다녀왔다. 이때 남한산성에서 청나라에 대한 강경론을 주장하였으며, 1637년 초 예문관대교가 되고, 다시 대교에 재임명됐다. 
인조의 항복 이후, 정축하성 때 어가를 호위, 환도했다. 병자호란 중 연산현감 재직 중이던 형 김홍익(金弘翼)이 경기도 광주(廣州)에서 청나라군과 싸우다가 전사하여, 시신을 찾아서 수습, 장례를 치렀다. 그해 봉직랑 수 사헌부지평, 1637년 10월 봉직랑 홍문관 부수찬 겸 지제교 겸 경연검토관 춘추관기사관, 11월 임금의 피난을 도운 공로로 곧 성균관전적(典籍)으로 발탁되었다가 바로 강원도암행어사로 나갔다. 
다시 내직으로 복귀해 홍문관 수찬, 예조 좌랑, 병조 좌랑이 되고 그 해의 홍문록(弘文錄)에 선발되었다. 그해 부수찬, 사간원 정언이 되었다가 친병으로 상소하고 귀향했다. 12월 봉직랑 사간원정언에서 통선랑 행홍문관수찬 겸 지제교 겸 경연검토관 춘추관기사관,이 되었다.
1638년(인조 16년) 과의교위(果毅校尉) 행용양위사과(行龍驤衛司果), 그해 3월 통덕랑 사헌부지평이 되었다가, 다시 과의교위 행용양위사과, 4월 통덕랑 행홍문관부수찬 겸 지제교 겸 경연검토관 춘추관기사관, 그해 7월 19일 조봉대부 행 당진현감으로 나갔으나 충청도관찰사와 의견 충돌로, 뜻이 맞지 않아 사헌부의 탄핵을 당하자, 벼슬을 그만두고 낙향했다. 그 뒤 복직하여 대교(待敎), 성균관전적(成均館典籍)·사헌부지평(司憲府持平)·홍문관부수찬(弘文館副修撰), 홍문관 수찬(弘文館修撰), 사간원정언(司諫院正言) 등을 지냈다.
1640년 6월 3일 봉렬대부 행홍문관부수찬 겸 지제교 겸 경연검토관 춘추관기사관이 되었다. 그해 8월 19일 봉정대부 행홍문관부수찬 지제교 겸 경연검토관 춘추관기사관으로 사헌부지평을 겸직했다. 10월 24일 봉정대부 행홍문관부교리 지제교 겸 경연시독관  춘추관기주관 사헌부지평,  12월 1일  봉정대부 행홍문관부교리 지제교 겸 경연시독관 춘추관기주관이 되었다.

### 공신 세력과의 갈등
그 뒤 1641년(인조 19년) 홍문관수찬이 된 뒤 교리, 사간원헌납을 거쳐 1645년 이조좌랑이 되었을 때, 서인 공신인 김자점(金自點)의 뜻에 거슬려 사직하고 향리로 내려갔다. 김자점은 그와 친해지려 하였으나 그는 어떤 이유로 이를 거절했고, 이 일로 김자점이 앙심을 품었다 한다. 그 뒤 김자점 일파가 숙청당하고 공신 세력이 몰락하면서 1648년 복직하였다. 그 해 홍문관 응교가 되어 관기숙청(官紀肅淸)과 해안가의 기근, 공물의 폐단과 민생고의 해결책, 군정(軍政)의 폐단 등을 상소하였다. 이어 공직 기강 확립, 전제(田制) 개혁, 공물방납(貢物防納) 등 시정의 폐단 15개 조를 상소하였다.
인조가 승하하자 그는 바로 김자점을 공격했다. 또한 효종 즉위 직후 통훈대부(通訓大夫)로 행 사헌부집의 지제교 겸 춘추관편수관 세자시강원 보덕(行司憲府執義知製敎兼春秋館編修官世子侍講院輔德)을 겸하고 인조실록 편찬에 참여했다.
1649년(효종 즉위) 장령 이석(李晳)과 함께 훈신 김자점의 사치와 사리사욕을 이유로 탄핵했다가 체직당했다. 승정원과 사간원에서 그의 체직을 반대하며 변호하는 상소를 올렸으나 왕이 듣지 않았다. 그해 7월 24일 홍문관응교로 복직, 인조의 만장을 쓸 때 "어찌 오랑캐를 섬기겠는가.(何必事戎氈)", "입을 다문 신하의 죄가 크다.(口緘臣罪大)"는 구절이 대신을 조롱, 풍자했다는 이유로 8월 25일 파면되었다. 이어 약방 도제조 이경석(李景奭), 제조 조경(趙絅), 부제조 김남중(金南重) 등이 그를 변호하였고, 장령 이재(李梓), 지평 홍처윤(洪處尹)과 사간원에서 연이어 그를 변호하므로 하루만에 복직하였다. 그해 12월 6일 암행어사로 파견되어, 한달 뒤 귀환했다.
1650년(효종 1) 김자점이 청나라의 사신을 불러들인 일에 연루되어 화를 입을 뻔했으나, 인평대군 요의 변호로 화를 모면하였다. 이후 1650년 홍문관 부응교가 되었다가, 그해 7월 24일 통훈대부 행의정부 사인 지제교 겸 춘추관편수관으로 세자시강원보덕이 되었다. 이때부터 삼사의 직책을 역임하면서 세자시강원보덕직을 겸직했다. 이후 응교, 실록청 도청낭청이 되다. 그해 10월 18일 다시 통훈대부로 행의정부사인 지제교 겸 춘추관편수관이 됐다. 
1651년 1월 22알 장악원정 지제교가 되고, 상의원정(尙衣院正), 다시 2월 18일 장악원정 지제교 겸 춘추관편수관, 부묘도감 도청낭청(祔廟都監 都廳郞廳)을 거쳐 3월 7일 다시 장악원정 지제교가 되고 겸 춘추관편수관 세자시강원보덕을 겸직했다. 3월 25일 행홍문관응교 지제교 겸 경연시강관 춘추관편수관, 같은 날 다시 행홍문관응교 지제교 겸 경연시강관 춘추관편수관으로 세자시강원보덕직을 겸직했다. 7월 17일 사헌부집의 지제교 겸 춘추관편수관으로 세자시강원보덕에 겸직되었다가 7월 21일 지제교 겸 춘추관편수관으로 다시 시강원보덕을 겸직하고, 7월 26일 지제교, 8월 27일 행사헌부집이 지제교 겸 춘추관편수관 세자시강원 보덕, 1651년 9월 7일 통정대부 지제교로 승진했다.
9월 14일승정원동부승지로 승진하여 지제교, 경연참찬관 춘추관수찬관을 겸했다. 9월 25일 승정원우부승지 지제교 겸 경연참찬관 춘추관수찬관, 9월 부묘도감 관련자를 시상할 때 1자급 승진했다. 
그해 10월 3일 김육의 추천으로 수홍청도관찰사(洪淸道 觀察使)로 부임하였다. 10월 26일 승정원좌부승지 지제교 겸 경연참찬관 춘추관수찬관, 11월 7일 우부승지 지제교 겸 경연참찬관 춘추관수찬관, 11월 6일 지제교가 되었다.

### 지방관 생활과 대동법 시행
잠곡 김육이 대동법을 주장하자 이를 적극 찬성하였다. 또한 그는 조정에 있는 것을 즐거워하지 않아, 지방관직 발령을 여러번 자청하였다. 효종 즉위 초 승지(承旨)를 거쳐 충청도에 대동법(大同法)의 시행에 대해 조정에서 논의가 나오면서 적임자를 얻기 어렵자, 그가 관찰사가 되었다. 1651년 공충도 관찰사로 제수되었으며, 충청도에서 대동법을 실시, 추진하였다. 
1652년(효종 3년) 공충도 관찰사직을 사임했다. 그 뒤 내직에 돌아와 승지로 발탁됐다가 예조참의가 되었으며, 다시 그해 5월 3일 홍주목사(洪州牧使)로 부임하였다. 이때 청감 염철소(請減鹽鐵疏)를 올려 서산, 태안 지방의 철물, 소금 생산에 종사하는 사람들이 바쳐야 하는 세금 부담이 너무 과중하여, 염전업자들이 염전을 중단하거나 도망가는 일이 많고, 생산이 감축된 실정에 있으니 이를 탕감해 줄것을 청하는 상소를 올려 효종이 들어주니 백성들이 매우 기뻐하였다. 그해 11월 10일 예조참의 겸 지제교에 임명됐다.
1654년(효종 5년) 황해도관찰사(黃海道觀察使) 겸 순찰사(巡察使)로 부임하였다. 그해 5월 13일 겸 병마수군절도사에 겸임됐다. 1654년 6월 17일 그는 소현세자의 장남 경선군 석철의 석방을 주장하는 상소를 올렸다. 효종은 이를 받아들이지는 않았으나 "사람들이 말하기 어려워하는 말을 그대가 능히 말하니 진실로 가상하다. 유념하도록 하겠다."라고 하여 그 상소를 문제삼는 의견을 물리치고 특별하게 해를 입히지 않았다. 김홍욱은 홍우원의 주장에 적극 동의하다가 이듬해 소현세자빈 강씨의 옥사가 무고임을 주장한다.
곧 민정중(閔鼎重) 공이 상소를 올려 소현세자빈 민회빈 강씨가 억울하게 죽었다고 호소하였다. 그러자 효종이 민정중 공을 편전(便殿)으로 불러들여 강빈이 역모를 한 것이 확실하고, 앞으로 다시 이 일을 말하는 사람이 있을 경우에는 마땅히 부도(不道)로 논할 것이라며 질책했다. 그러자 김홍욱은 구언의 예로써 민회빈 강씨의 억울함을 상소했다.

### 구언과 최후
1654년 7월 효종 즉위 후 5년 되던 해에 김홍욱은 구언에 의해, 황해감사로 재직 중, 민회빈 강씨 옥사의 조작을 탄원하여 인한재응지소(因旱災應旨疏)를 올려 강빈의 억울함을 호소하였고, 그는 가뭄 재해가 강빈의 억울한 죽음 때문이라 주장했다. 또한 강빈의 신원회복과 사면, 소현세자의 살아있는 셋째 아들 경안군 이회의 석방을 요구하였다.
효종은 즉위 초부터 소현세자 문제에 대한 발언을 엄금하였는데 그 이야기를 꺼낸다며 국문장을 열고 그를 직접 국문하였으며, 중신들의 만류와 산림의 반대, 김집과 그 문하생들의 사면 탄원서와 구명 노력에도 불구하고 고문을 계속하였다.
그러나 소현세자 일가의 무죄가 입증되면 자신의 지위가 위태로워진다고 판단한 효종에 의해 김홍욱을 국문 끝에 장살로 살해하였다. 형문을 받으면서도 그는 참고 견뎠다 한다. 송시열이 쓴 그의 신도비문에 의하면, 곤장을 맞으면서도 안색이 변하지 않고 참고 견뎌내자, 효종이 왜 말을 하지 않느냐며 역정을 냈다 한다. 죽음에 이르러 "말하는 자를 죽이고도 망하지 않은 나라가 있었는가?"라는 말을 남겼다고 한다. 잠곡 김육 등도 차자를 올려 구언을 한 김홍욱을 국문하면 구언한 일로 죽게 된다며 효종에게 만류를 청했다. 의정부좌의정 능천 부원군(綾川府院君) 구인후(具仁垕)는 원임대신 자격으로 국문장에 들어가 눈물흘리며 김홍욱의 사면을 청했으나 효종은 듣지 않았다. 송시열, 송준길 등도 상소를 올려 김홍욱의 사면, 석방을 청하였으나 효종은 거절했다. 7월 16일 김홍욱은 의금부에서 국문받던 도중 장살, 고문 후유증으로 죽었다. 
저작으로는 《학주문집 (鶴洲文集)》 10권, 시(詩)로는 공주의 10경을 노래한 공산십경(公山十景), 매방견 해당화(道傍見 海棠花) 등 몇편의 시을 남겼다.

### 사후
그는 구언 상소를 올리기 전, 완남군 이후원(李厚源)에게 편지를 보내 자신을 부모님 곁에 묻어줄 것을 부탁, 이후원이 그의 장례식을 주관했다. 분노한 효종은 김홍욱의 후손들을 금고형에 처했으나 그해 호조판서 허적이 차자를 올려 김홍욱의 자손들의 금고형을 취소해줄 것을 청했다. 1654년(효종 5년) 김홍욱이 고문 후유증으로 죽자 우의정 구인후는 “전하께서 국사를 말하는 신하를 죽이고자 하시니, 후세에 전하를 비방하는 말은 어떻게 하시렵니까.(殿下欲殺言事之臣, 其於後世譏議何)”라고 하여, 김홍욱을 옹호하다가 파직되었다. 한편 김홍욱을 잡아온 금부도사는 바로 잡아오지 않고, 기간을 지연시켰다는 이유로 투옥, 1668년(현종 9년) 10월까지 투옥당했다.
1654년(효종 5년) 9월 20일 그의 본가가 있던 충청남도 서산군 대교리(大橋里)에 임시로 장사했다가, 이듬해 11월 충청남도 서산군 대산면 흑수촌(墨水村), 후일의 충청남도 서산시 대산읍 대로리 선영하 임좌(壬坐) 언덕에 장사지냈다. 
그의 묘비는 1746년(영조 22) 박필주(朴弼周)가 썼는데, 후일 대한민국에 와서 1995년 후손들, 성암서원 등에 의해 다시 현재의 비석으로 새로 세워졌다. 김홍욱이 고문으로 죽은 뒤 이상일(李尙逸) 등도 이에 연루되어 관직을 사직, 낙향했고, 지방관으로 있던 그의 외사촌도 파직당했다. 김홍욱의 구명을 청한 김집 등도 관직을 사퇴했다. 그가 죽자 송시열, 송준길은 소현세자빈 민회빈 강씨 복권 외에 김홍욱 복권 운동을 당론으로 삼고, 여러 번 상소를 올려 효종에게 김홍욱의 신원 복권을 계속 상주하였다.
1674년(현종 15) 김홍욱의 맏아들 김세진(金世珍)이 당시 유배 중이던 송시열을 찾아가 신도비문을 청해 받아왔으며, 신도비문은 사헌부대사헌 겸 동지경연사 윤득화(尹得和)가 글씨를 썼다. 송시열은 그의 묘갈명도 지어주었다. 현재의 신도비는 1772년에 다시 세워졌다. 그의 아들 김세진의 손자 김흥경은 영조 때 영의정을 지냈으며, 김흥경의 아들이 김한신으로 영조의 서녀 화순옹주의 부마가 된다. 다른 아들 김계진의 증손자는 김한구이며 김한구의 딸 정순왕후는 뒤에 영조의 계비가 된다. 또한 노론 벽파의 한 사람인 김귀주, 김관주 역시 그의 6대손이 된다.

### 복권과 강빈 복권 여론
1654년말 남인 홍우원은 홍문관 수찬이 되었는데, 그는 당색을 초월하여 김홍욱의 사면, 복권여론을 주청하였다. 홍우원은 강빈 옥사의 허위를 직언하다 장살당한 김홍욱의 신원(伸寃)과 복권을 주장하다가 파직당하였다. 
1656년(효종 7년) 송시열, 김익희 등이 상소를 올려 김홍욱의 복권을 청하였다. 1656년(효종 7년) 7월 부교리 이정기(李廷夔)가 김홍욱의 사면을 상소하고 사직을 청했으나 효종이 듣지 않았고, 부수찬 이단상(李端相)이 사직상소를 올리면서 김홍욱의 사면을 청하였다. 8월에는 전 승지 김응조(金應祖)가 김홍욱의 억울함을 상소하며 신원을 청하였다. 1657년(효종 8년) 송시열의 건의로 효종은 김홍욱의 자손들에 대한 금고형을 철회했다. 이때 김홍욱의 사면을 청하지 않은 신천익(愼天翊) 등이 지탄을 받고 실록에 실리기도 했다. 
1657년 송시열은 다시 그의 사면을 여러번 상소했고, 효종은 자손들의 관직 금고를 취소했다. 뒤에도 송시열은 계속 김홍욱의 사면을 요청했고, 1659년 송준길은 경연장에서 효종에게 그가 죄가 있는지 다시 생각해보라 직언했다. 1659년 효종은 그를 신원(伸寃)하였다. 문집 학주문집은 1715년에 가서 간행되었다.
1718년(숙종 44) 민진후(閔鎭厚])의 상소로 증 자헌대부 이조판서 겸 홍문관대제학예문관대제학 세자좌빈객에 추증되고 1721년(경종 1년) 서산(瑞山)의 지역 유림의 공의로 설립된 성암서원(聖巖書院)에 배향(配享)되었다. 충청북도 음성 지천 서원(陰城 知川書院)에 제향되었다. 이후 영조 즉위 초 서원철폐령에 의해 성암서원은 철폐되었으나 정순왕후에 대한 배려로 1760년(영조 36년) 특별히 복설되기도 했다. 
1718년 8월 손자 김두벽(金斗壁)에 의해 그의 문집 학주문집 10권과 부록 5권을 포함한 학주전집이 재간행되었다.
1719년(숙종 45) 민진후는 시장을 청하는 상소를 올려, 그해 사헌부에서 문정의 시호를 상신, 결정되었다. 민이호학왈문(敏而好學曰文) 청백자수왈정(淸白自守曰貞)이라 하여, 행동이 민첩하고 배우기를 좋아함을 문이라 하고, 맑고 곧으며 자기를 지킨 것을 정이라 한다.
그의 묘소와 신도비 등은 2010년 12월 30일 충청남도 문화재자료 제410호로 지정되었다.

## 저서
- 학주집(鶴洲集)

## 가족 관계
- 할아버지 : 김호윤(金好尹)
  - 아버지 : 김적(金積)
  - 어머니 : 최원(崔遠, 화순최씨)의 딸
    - 형님 : 김홍익(金弘翼, 1581 ~ 1636)
    - 부인 : 오정(吳靖)의 딸 동복오씨
      - 장남 : 김세진(金世珍)
        - 손자 : 김두성(金斗星)
        - 손자 : 김두정(金斗井)
        - 손자 : 김두규(金斗奎)
        - 손자 : 김두벽(金斗壁)
        - 손녀 : 박전(朴錪)에게 출가
        - 손녀 : 윤명원(尹明遠)에게 출가

      - 차남 : 김계진(金季珍)
        - 손자 : 김두광(金斗光)

      - 장녀 : 이기직(李基稷)에게 출가
      - 차녀 : 한성열(韓聖悅)에게 출가
      - 삼녀 : 조지한(趙持韓)에게 출가
      - 사녀 : 이기서(李基敍)에게 출가
      - 오녀 : 박상주(朴尙胄)에게 출가

## 기타
그가 죽기 전에 “언론을 가지고 살인하여 망하지 않은 나라가 있었는가?”라고 한 말은 후세인에게 큰 감명을 주었다.
일찍이 조지운이 감사 김홍욱(金弘郁) 상에서 조문을 마치고 문을 나서는데, 동명(東溟) 정두경(鄭斗卿)이 들어오는지라 뒷걸음치며 물러나 길을 양보하였다. 그러자 정두경이 눈을 흘겨보며 말하였다. “너는 누구의 아들이냐?”조지운이 아버지의 이름을 들어 대답하자, 정두경이 말하였다.“성상께서 김문숙을 죽였으니, 이는 성세(聖世)의 누로다. 아깝도다. 아까워.”그때에 상께서 몰래 대궐 안의 사람을 보내어 조문하는 사람들을 보게 하였던 까닭으로 사람들이 모두 두려워서 감히 조문을 못하였다. 정두경은 짐짓 일부러 이런 말을 발설하여 그 사람들로 하여금 아뢰도록 하게 한 것이었다.
충청남도 서산시 음암면 유계리에는 효종이 1650년 무렵 그의 아버지 김적에게 하사한 집이 있다. 이 집은 서산 경주김씨 고택(추사 김정희 가옥)과 함께 그의 후손들의 대대로 살던 집이었으며, 후일 영조의 계비 정순왕후가 이 곳에서 태어났다. 유계리 가옥은 1988년 8월 30일에 충청남도 시도기념물로 지정됐다.

## 같이 보기
- 성암서원 - 충청남도 문화재자료 제205호
- 정순왕후 생가

## 참고
- 경주김씨(慶州金氏) 간개(簡槪) [깨진 링크]
- 학주 김홍욱과 강빈옥사(姜嬪獄事)
- 김홍욱:네이트 한국학[깨진 링크(과거 내용 찾기)]
- 김홍욱:한국역대인물종합정보